# عشتروت ۶۷۲
سیارک ۶۷۲ (به انگلیسی: 672 Astarte، نامگذاری:1908DY) ششصد و هفتاد و دومین سیارک کشف شده‌است که در ۲۱ سپتامبر ۱۹۰۸ و در هایدلبرگ کشف شد.
قدر مطلق سیارک برابر ۱۱٫۱۰ است.